# هیت اسپرینگز (کارولینای جنوبی)
هیت اسپرینگز(به انگلیسی: Heath Springs) شهری در ایالت کارولینای جنوبی کشور ایالات متحده آمریکا است که جمعیت آن در سرشماری سال ۲۰۱۰ میلادی، ۷۹۰ نفر بوده‌است.